# Jean de Castel (abbé)
Pour les articles homonymes, voir Jean de Castel et de Castel.
Jean de Castel ou Jean Castel, né vers 1425 et mort le 24 février 1476, est un ecclésiastique et historiographe qui fut abbé de Saint-Maur de 1472 à 1476.

## Biographie
Jean de Castel est le fils et homonyme de Jean de Castel et de Jeanne le Page ou Jeanne Caton. Son père est lui-même le fils de Christine de Pisan. Il naît vers 1425, année où sa mère, veuve, demande aux autorités anglaises l'autorisation de se réinstaller à Paris. 
Jean de Castel entre dans les ordres en 1439 et il devient moine bénédictin au Prieuré Saint-Martin-des-Champs à Paris. En 1463 le roi Louis XI lui confie la charge d'historiographe officiel du roi. En 1470 il devient son secrétaire et en 1472 il est pourvu du bénéfice de l'abbaye de Saint-Maur où il meurt en 1476.